# Ceratocorys anacantha
Ceratocorys anacantha is een soort in de taxonomische indeling van de Myzozoa, een stam van microscopische parasitaire dieren. Het organisme komt uit het geslacht Ceratocorys en behoort tot de familie Ceratocoryaceae. Ceratocorys anacantha werd in 1996 ontdekt door Carbonell-Moore.